# Amara stupida
Amara stupida är en skalbaggsart som beskrevs av Leconte 1855. Amara stupida ingår i släktet Amara och familjen jordlöpare. Inga underarter finns listade i Catalogue of Life.